# Вильям из Норвича
Вильям из Норвича (Уильям из Нориджа, англ. William of Norwich; 2 февраля 1132 — 22 марта 1144, Норвич, Англия) — христианский мальчик, изуродованное тело которого нашли в лесу под Норвичем 25 марта 1144 года. После его гибели появился слух, что он был убит евреями с ритуальной целью. Этот случай считается первым «кровавым наветом» в истории Европы.

## История

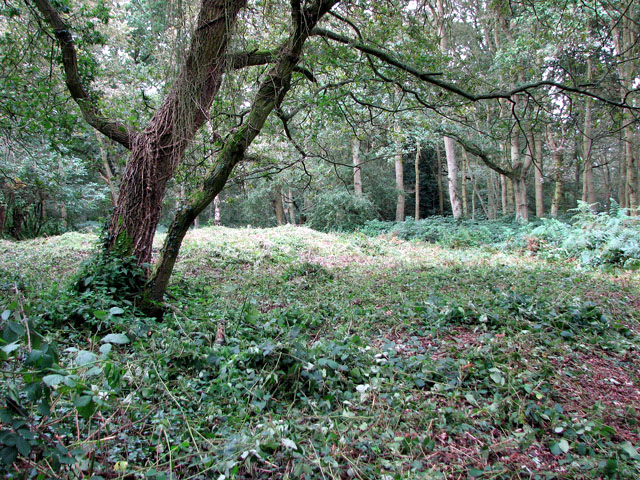
Место, где нашли тело Вильяма

В 1150—1173 годах монах-бенедиктинец Томас Монмутский написал «Житие и чудеса святого Вильяма из Норвича». Согласно его сочинению, в субботу 25 марта 1144 года накануне Страстной пятницы в лесу Торп-Вуд под Норвичем было обнаружено тело 12-летнего Вильяма — ученика кожевника. Тело было изранено, мальчик был частично раздет, во рту был деревянный кляп. Родственники Вильяма обвинили в его смерти евреев.
Норвич был одним из крупнейших и богатейших городов средневековой Англии. Евреи появились в Норвиче после завоевания Англии норманнами и занимались в основном ростовщичеством. Всего в городе жило от 5 до 10 тысяч человек, в том числе около 200 евреев — самая большая община за пределами Лондона. Обвинение в убийстве Вильяма — первое упоминание о евреях в этом городе.
Вильям рос без отца. У его матери Эльвивы был старший сын Роберт и сестра Левива, которая была замужем за священником Годвином Стартом (англ. Godwin Sturt). В понедельник 22 марта 1144 года незнакомец, представившийся поваром архидиакона Норвича, обратился к Эльвиве с просьбой позволить её сыну пойти с ним, так как на кухне архидиакона нужен был помощник. Видя, что мать колеблется, он предложил ей 3 шиллинга, после чего она согласилась. Кем был этот человек — христианином или евреем — осталось неизвестным, Вильям ушёл с ним. На следующий день во вторник повар и Вильям вдвоем зашли к тетке Вильяма, Левиве. Впоследствии Левива утверждала, что отправила дочь проследить за незнакомцем, и та видела, как они с Вильямом зашли в еврейский дом. С тех пор Вильяма живым не видели.
После обнаружения тела в Норвиче распространился слух, что Вильям был убит евреями. Евреев обвиняли в том, что они подвергли мальчика мучениям, подобным мучениям Христа, после чего распяли на кресте.
Евреи были спасены от расправы местным шерифом Джоном де Чесни (англ. John de Chesney), который укрыл их в королевском замке и отказался возбуждать против них дело. Обвинение было рассмотрено через 3 недели на епархиальном соборе, собранном епископом города Эборардом. Обвинителем выступил Годвин. Епископа его слова не убедили. По призыву епископа евреи предстали перед ним и отрицали свою вину. Убийство осталось нераскрытым.
Через месяц после смерти, 24 апреля, тело Вильяма перезахоронили на кладбище для монахов при городской церкви.
Вильям не был канонизирован официально, а местночтимым святым был признан до того, как в 1173 году у епископов отняли право канонизации без одобрения Святого престола.
В дальнейшем легенда о мученичестве и чудесах была дополнена другими авторами. В частности, хронист Джон Капгрейв (ум. 1464) в своём сочинении «Новая легенда Англии» писал, что тело Вильяма было найдено благодаря «чудесному лучу света, исходящему с небес».

## Рукопись
Сочинение Томаса Монмутского является единственным источником информации о Вильяме, история которого затем обросла многочисленными легендами. Рукопись книги Томаса была обнаружена Монтегю Родосом Джеймсом в 1889 году, издана совместно с Кенноном Августом Джессопом в 1896 году на латыни с переводом на английский язык с предисловием и комментариями. Рукопись находится в библиотеке Кембриджского университета.
Рукопись состоит из 7 книг. В первой описана жизнь Вильяма от рождения и до смерти. Вторая книга состоит из 2 частей: вторая посвящена доказательству того, что Вильям был убит евреями, а первая часть и остальные книги — описанию чудес, произошедших с телом Вильяма. Хотя Джессоп и Джеймс полагали, что рукопись создана в 1172—1173 годах, современные исследователи считают, что первая книга была написана в 1149—1150, вторая—шестая в 1154—1155 годах. Седьмая книга написана в 1173 году и подытоживает все чудеса, случившиеся с 1155 года.
Известно, что сам Томас Монмутский не был свидетелем описанных событий, поскольку прибыл в Норвич из Монмута через несколько лет, вероятно, в 1149 или 1150 году. Историю Вильяма он записывал со слов местных жителей. Труд был написан в жанре агиографии и был предназначен для канонизации Вильяма. Джиллиан Беннет отмечает антисемитизм автора, который называет евреев врагами и считает, что они способны на любые преступления.
Томас пишет, что евреи похитили мальчика в среду, в четверг совершили садистское убийство, похожее на распятие Христа, а в Страстную пятницу, когда христиане отдыхают, решили избавиться от тела. Однако в лесу с мешком, в котором они несли тело, их видел один из известных жителей Норвича Элвард Дед. На следующий день тело было обнаружено, но погребено только в понедельник. Во вторник дядя Вильяма Годвин Старт выкопал тело для опознания и вновь похоронил. Между тем, как утверждает Томас, евреи подкупили шерифа и он обещал им полную защиту.
Томас утверждает, что епископ трижды вызывал укрывшихся в королевском замке евреев на собор и требовал от них пройти испытание «судом Божьим». Однако евреи, заявив о своей невиновности, отказались проходить испытание и удалились в замок под охраной шерифа. При этом Джулиан Беннет полагает, что речь идет о конфликте между шерифом и епископом, а не между евреями и христианами Норвича. Беннет рассматривает конфликт в контексте противостояния англосаксонского и нормандского населения, противоречия между лояльностью королю и лояльностью церкви.
В первой книге убийство Вильяма евреями излагается как общеизвестный и доказанный факт. Однако, как пишет профессор Ора Лимор, при чтении второй книги становится понятно, что многие жители Норвича, включая шерифа и епископа, в этом сомневались. Лимор полагает, что именно поэтому вторая книга была написана значительно позже, в ней автор фактически дискутирует со скептиками и приводит то, что он полагает доказательствами вины евреев.
Главным доказательством Томас считает свидетельство о том, что один из жителей города видел, как евреи несли в мешке тело и повесили его на дереве в лесу, но смолчал, чтобы не нарушать святость Страстной пятницы. Впервые это свидетельство было озвучено лишь через 5 лет после смерти Вильяма — в 1149 году, и не самим свидетелем, а его духовником после его смерти. Вторым доказательством он полагает утверждение Левивы, которая утверждала, что её дочь видела, как Вильям вошел в дом еврея. Однако и это свидетельство появилось через 5 лет и не было озвучено на соборе у епископа.
Таким образом, как пишет Ора Лимор, оба свидетельства появились через много лет после события и были озвучены не самими свидетелями, а теми, кто утверждал, что слышал это от свидетелей. Рассуждения же о распятии и кровавом ритуале опираются на свидетельство христианки-служанки в еврейском доме, которая утверждала, что мельком видела в приоткрытую дверь распятого мальчика. Она также озвучила свои обвинения через много лет после самих событий. Ора Лимор отмечает также, что Томас ничего не пишет о каких-либо попытках установить личность человека, с которым ушёл Вильям.
Обвинения в ритуальном убийстве Томас основывал на мнении некоего крещёного еврея Теобальда, по словам которого без пролития человеческой крови евреи не могут обрести свободу и вернуться на родину.
Издатель книги Томаса Монтегю Джеймс обвиняет в создании кровавого навета Теобальда и даже предполагает, что он мог быть убийцей. Историк Гэвин Лэнгмюр, изучая рукопись, пришёл к выводу, что именно Томас, выступая в роли первого в английской истории частного детектива, обвинил евреев в ритуальном убийстве.

Можно с достаточной уверенностью считать, что измышление, будто евреи распинают христиан, было внесено в западную культуру Томасом из Монмута в 1150 году.Оригинальный текст (англ.) we may feel reasonably sure that the fantasy that Jews ritually murdered Christians by crucifixion was created and contributed to western culture by Thomas of Monmouth about 1150.— Langmuir, 1984, p. 842
В своём исследовании Лэнгмюр показывает, как Томас подтасовывал факты и свидетельства для фальсификации выводов.

## Память

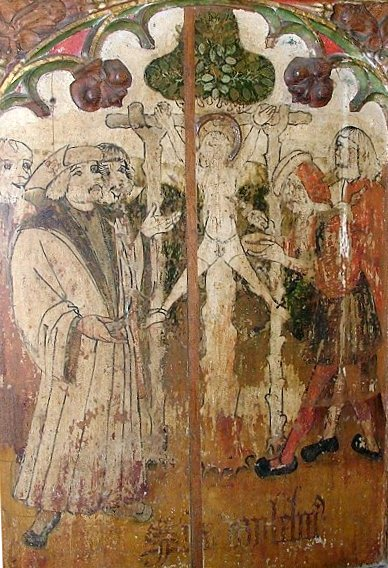
Распятие Вильяма — картина XV века в Церкви Святой Троицы в Лоддоне (Норфолк)

В истории память о Вильяме осталась в виде изображений на алтарных преградах и витражах, как персональных, так и коллективных:
- Церковь Марии Магдалины на Сильвер-роуд в Норвиче
- Церковь Св. Троицы в Лоддоне[англ.] (графство Норфолк)
- Церковь Св. Эдмунда во Фритоне (графство Норфолк, до 1974 года — графство Саффолк)
- Церковь Всех Святых в Литчеме
- Церковь Св. Петра и Павла в городе Ай[англ.] (графство Саффолк)
- Церковь Св. Андрея в деревне Маркс-Тей (графство Эссекс)

## Современные оценки
Историк Эмили Роуз, исследуя вопрос кому было выгодно обвинить евреев Норвича в убийстве мальчика, обнаружила, что это обвинение было выдвинуто для оправдания рыцаря Симона де Новерса, заказавшего убийство своего кредитора — видного представителя норвичской еврейской общины Делесо. В суде де Новерса защищал епископ Норвича Вильям де Тюрбевилль, тесно связанный с семьёй де Новерса. В пересказе Томаса Монмутского епископ заявил: «Мы, христиане, не ответим на обвинение евреев [в том, что Делесо был убит по приказу де Новерса], пока евреи не докажут, что не были причастны к убийству нашего христианского мальчика». В результате рядовое для того времени нераскрытое убийство стало значимым явлением, а слушание по делу Делесо было отложено, и о его возобновлении неизвестно.
Обвинение евреев в ритуальном убийстве Вильяма Норвичского считается первым «кровавым наветом» в истории Европы. Учёные полагают, что появление легенды о Вильяме Норвичском было связано с религиозными настроениями первых Крестовых походов, с их акцентом на распятии Христа и антиеврейской идеологией. Так, историк Джереми Коэн отмечает, что описание Томасом Монмутским сцены пыток и убийства мальчика целенаправленно создает параллели с распятием Христа.
Эта история впоследствии стала моделью для обвинений. Любое убийство, в котором могли заподозрить еврея, становилось не простым, а ритуальным, встраивалось в цепочку аналогичных обвинений и становилось коллективным: «виновны все евреи». В дальнейшем легенда о Вильяме получила широкое распространение. Так, в Англии с 1144 года до изгнания оттуда евреев в 1290 году известно по крайней мере 14 наветов. Затем через Францию навет распространился и на остальную средневековую Европу. Обвинение евреев в этом убийстве на протяжении сотен лет поддерживало антисемитизм. Современные ученые считают, что Вильям, скорее всего, был реальным лицом, что он действительно был найден мёртвым и умер насильственной смертью. Всё остальное — предмет домыслов и спекуляций.
Католическая церковь после Второго Ватиканского собора признала обвинения евреев в ритуальных преступлениях клеветой, и позже её епархии исключили из списков святых несколько местночтимых имен, которые считались подобными жертвами. Александр Мень утверждает, что в их число вошёл также Вильям. Католическая энциклопедия называет обвинение евреев в ритуальном убийстве Вильяма ложью — одной из самых заметных и ужасных в истории.